# Sindangratu (Wanaraja)
Sindangratu is een bestuurslaag in het regentschap Garut van de provincie West-Java, Indonesië. Sindangratu telt 6542 inwoners (volkstelling 2010).